# Shield Console
SHIELD Console — игровая консоль и телевизионная приставка в семействе SHIELD, разработанная компанией NVIDIA. Устройство было анонсировано на Конференции разработчиков игр в марте 2015 года, и по планам компании продажи должны начаться в мае того же года. Приставка работает под управлением операционной системы Android TV с экосистемой Google Play, к которой добавлена служба NVIDIA GRID для потоковой трансляции игр. Таким образом, SHIELD Console позволяет играть в специально оптимизированные игры для платформ Android TV и Windows, а также просматривать кино, TV-передачи и видео, слушать музыку, использовать различные приложения и другие данные как находящиеся в Интернете, так и локально на устройстве или внешних накопителях.
В качестве аппаратной платформы используется система на кристалле Tegra X1, благодаря чему, по утверждениям NVIDIA, SHIELD Console более чем в два раза производительнее Xbox 360 при меньшем энергопотреблении. Согласно планам компании, цена на приставку составит $199, в комплекте с ней будет поставляться и манипулятор SHIELD Controller. По словам журналиста изданий The Guardian и Eurogamer Саймона Паркина, SHIELD Console обладает функциональностью, позволяющей ей конкурировать как с небольшими TV-приставками типа Apple TV, так и игровыми приставками класса PlayStation 4.

## SHIELD TV Pro
В 2019 году была выпущена модель SHIELD TV Pro